# Tévéadók listája
Ebben a listában az ismert magyar, román, cseh, szlovák, lengyel, nemzetközi, német, amerikai és egyéb külföldi tévécsatornák kerülnek felsorolásra. A magyar nyelven sugárzó televíziós adókat lásd: Magyar nyelvű tévéadók listája

## 0-9
- 1-2-3.tv
- 24CZ
- 3sat
- 9 Live

## A
- Acasã
- Adult Swim
- Al Jazeera ( الجزيرة نت )
- Al Jazeera English
- ABC
- AMC (Csehország és Szlovákia)
- AMC (Magyarország)
- AMC (Románia)
- Animax
- ARD
- ARTE
- Astro TV
- Animal Planet
- AXN
- ATV Austria
- ATV 2
- Antena 1
- Antena 2
- Antena 3
- Antena Stars
- AXN
- AXN (Csehország és Szlovákia)
- AXN (Lengyelország)
- AXN (Románia)
- AXN Black
- AXN Crime
- AXN Sci-Fi
- AXN Spin
- AXN White

## B
- Baby TV
- BR
- BBC
- BBC 2
- BBC World
- BBC Earth
- BBC Entertainment
- Bonum TV
- Boomerang
- Blue Hustler
- BR Alpha
- Bravo
- Bravo 2
- Brav-mo

## C
- C8
- Cartoon Network
- Cartoon Network Too
- Cartoonito
- CBS
- CBS Action
- CBS Drama
- CBS Europa
- CBS Reality
- CCTV4
- CGTN
- Cherry Music
- Cinemax
- Cinemax 2
- Club MTV
- CMT Europe
- CNBC
- CNN
- CNN International
- Cool TV
- Cool TV (Románia)
- Chasse et Peche
- CS Film
- Česká Televize
- ČT1
- ČT2
- ČT24
- ČT4 Sport
- CMC

## D
- Deutsche Welle
- Digi Sport
- Discovery Channel
- Discovery Science
- Discovery Turbo Xtra
- DigiTV Info
- DoQ
- DDTV
- DMAX

## E
- Euronews
- Eurosport 1
- Eurosport 2
- ETV
- Extreme Sports

## F
- Fashion TV
- Favorit TV
- F+
- F+ (Románia)
- Film+
- Film+ 2

## G
- Galaxy
- Galaxy4

- GSP

## H
- HBO
- HBO 2
- HBO 3
- Hallmark Channel
- Havoc TV
- HRT 1
- HRT 2
- HRT 3
- HRT 4
- HSE 24
- Hustler TV
- History
- History 2
- History HD
- HTV-30

## I
- Italia Uno
- IKO Sport

## J
- Jetix
- JOJ

## K
- Kabel eins
- Ki-Ka
- Krimi+
- KW-TV

## L
- Lala TV

## M
- Markíza
- Markíza Doma
- Markíza Dajto
- Markíza Krimi
- Markíza Klasik
- Mezzo
- MCM
- MCM Top
- MDR
- MediaShop
- meinTVshop
- Meteo TV
- MGM
- Minimax
- Motors TV
- MTV 00s
- MTV 80s
- MTV 90s
- MTV Europe
- MTV Base
- MTV Classic
- MTV Hits
- MTV Dance
- MTV Live
- MTV Music 24
- MTV Rocks

## N
- Național 24 Plus
- National Geographic Channel
- National Geographic Wild
- Național TV
- NBC Europe
- NBC Super Channel
- Nelonen
- TV Nova
- Nickelodeon
- Nick Jr.
- Nick Jr. 2
- NickMusic
- Nicktoons

## O
- ORF 1
- ORF 2
- Óčko
- ORT1
- OTV

## Q
- The Quantum Channel (korábban az Eurosport csatornán is volt látható.)
- Quantum 24
- QVC

## P
- Pervij Kanal
- POL1
- POL2
- Playboy TV
- Polsat
- Pódium
- Prima TV
- Pr1me
- Private Spice
- Private TV
- Pro7
- ProTV
- ProTV International

## R
- RAI
- Rai Uno
- Rai Due
- Rai Tre
- Realitatea Plus
- Realitatea Sportivă
- Realitatea Star
- Realitatea TV
- Reflektor TV
- Rock TV
- RTL
- RTL2
- RTL4
- RTL5
- RTL7
- RTL8
- RTL Z
- RTL Nitro
- RTP
- RTR Planeta
- RTBF1
- RTBF2

## S
- Sat.1
- ShijakTV
- Soundtrack Channel
- Sailing Channel
- Sell-A-Vision (korábban a The Lifestyle Channel, illetve Németországban a VOX csatornán is volt látható.)
- Shopping TV
- Super Shop (korábban az NBC Europe (Super Channel, NBC Super Channel), illetve az Euronews csatornán is volt látható.)
- STV 1
- STV 2
- STV 3
- Spektrum
- Spektrum (Csehország és Szlovákia)
- Spektrum Home
- Spirit.on TV
- Sportklub
- Sportklub (Románia)
- Sportklub+
- Sport 1
- Sport 2
- Sky1
- Sky2
- Sky 3
- Sky 3D
- Sky News
- Sonnenklar TV
- Sony Max
- Sony Movie Channel
- Sony Spin
- Super RTL
- Super Channel
- Story4
- Story4 (Csehország és Szlovákia)
- Story5

## T
- TCM
- TCM 2
- TeenNick
- TeleABC
- The Fishing & Hunting Channel (Csehország és Szlovákia)
- The Fishing & Hunting Channel (Magyarország)
- The Fishing & Hunting Channel (Románia)
- The Lifestyle Channel
- TNT
- truTV
- TVM
- TV Makedonia
- TV5 Monde
- TVE
- TV NOE
- TV Paprika
- TV Deko
- TVP Polonia
- TLC
- Trace TV
- TRT
- Travel Channel
- Treehouse TV
- Top Shop
- Top Shop TV
- Top Shop TV (Csehország és Szlovákia)
- Top Shop TV (Európa)
- Top Shop TV (Románia)
- Top TV
- TV Market (Lengyelország)
- TV Shop
- TV Shop Europe
- TVR1
- TVR2
- TVR3
- TVR Cultural
- TVR Folclor
- TVR Info
- TVR Sport
- TVS Oradea
- TVS Craiova
- Television 7
- TF1

## U
- U TV
- UK Gold

## V
- VH1
- VH1 Classic
- Viasat Explore
- Viasat History
- Viasat Nature
- VIVA
- VOX

## W
- WDR
- What's In Store (korábban az UK Gold és egyéb televízióscsatornák, illetve Hollandiában az, RTL4, RTL5 csatornán is volt látható.)
- WS Teleshop

## X
- XXL

## Y
- Yacht & Sail

## Z
- Z+

- ZDF